# Not Funny (South Park)
«Not Funny» («No es gracioso» en Hispanoamérica) es el noveno episodio de la vigésima temporada de la serie animada South Park, y el episodio 276 en general. El episodio se estrenó en Comedy Central el 30 de noviembre de 2016 en Estados Unidos. 
El episodio fue escrito y dirigido por el cocreador de la serie Trey Parker con clasificación TV-MA en los Estados Unidos.

## Curiosidades
- Stan no apareció ni tampoco Kenny.

## Cronología
El jefe de la estación de policía de South Park informa a los ciudadanos que sienten el temor de que el sitio trolltrace.com están a punto de publicar los correos electrónicos e historiales de internet, enterándose de que Troll Trace no funcionará si las personas no las usan, sin embargo, hubo un malentendido pensando que todos iban a morir y salieron corriendo del sitio. Mientras tanto, Sheila está muy enfadada con Kyle porque ella castigó a Ike por convertirse en un troll, de repente, Gerald hace una videollamada para aclarar que Sheila está haciendo muy exagerada con Ike, y Kyle descubre que su padre también es un troll. En los exteriores de SpaceX, se genera un pánico entre los encargados del servicio y los ciudadanos, ya que esperan viajar hacia el planeta Marte, pero no hay cohetes que guíen porque hay un problema con los requerimientos de energía que Cartman y Heidi Turner trabajan en ello, Heidi manifiesta que no tiene idea de cómo resolver la situación, pero Cartman le da toda la confianza a su amiga ya que considera que ella es lista, astuta y graciosa. Cartman pide repetidamente a Heidi que cuente más bromas, pero ella se concentra totalmente en usar su técnica de "análisis de emoji" para resolver los problemas requeridos para lanzar el cohete a Marte. Ella finalmente es capaz de resolver el problema, pero el pánico de Cartman le hace dudar de su relación con Heidi. 
En Dinamarca, el equipo de trolls vieron sorprendidos que llegara el CEO de Troll Trace llamado Bedrager, para obligarlos a que todos se saquen sus ropas amenazando con dispararles si no lo hicieran y llevarlos a una sala, en un principio, Gerald argumentó que él no es cazaputas42 sino Ike, porque los trolls temen que serían asesinados, pero más tarde, Gerald confiesa a los daneses que es el verdadero cazaputas, pero no como un troll, explicando que estaba siendo gracioso y hacía comedia. Kyle y Ike llegan a una misa proponiendo a los ciudadanos para enfrentarse a los daneses, pero con la ayuda del Sr. Garrison, el nuevo presidente de los Estados Unidos con la apariencia de Donald Trump. Los ciudadanos exigen al presidente que bombardee toda Dinamarca, pero él no podía hacer eso porque la cuestión diplomática es complicada, enseguida tildan al presidente llámandole marica, pero mencionó que efectuará el bombardeo a Dinamarca.
Mientras tanto, Butters intenta controlar la ira de Cartman con la intención de que haya un rompimiento sentimental entre Cartman y Heidi, Butters revela que lo estaba haciendo para conseguir que Cartman rompiera con Heidi antes de que ella pudiera romper su corazón. Kyle y Ike observan noticias por internet hasta que Sheila los vuelve a reprender revelando que Gerald está en Dinamarca, Kyle hace enfucerer al presidente Garrison de que si no borbardea a Dinamarca, lo calificaba como un presidente homosexual. Bedrager descubre que Gerald utilizaría una máquina para acabar con los trolls, y decidió que él haga el trabajo, llevándolo a la base de control.
En la casa de la familia Broflovski, Kyle y Ike se ponen de acuerdo para salvar a su padre, pero necesitaban usar la computadora, entonces Ike le juega una broma sucia a Sheila, quién se enfureció aún más, y Kyle conduce a su madre en una despensa para ser encerrada, y ellos empiecen a actuar.

## Recepción
Dan Caffrey del sitio The AV Club calificó al episodio un C+ destacando: "South Park ha demostrado una y otra vez que puede hacer mejores episodios, Esperemos que el final de la próxima semana se aleje de esta presunción, que parece estar convirtiéndose en la estrategia por defecto para la temporada."...
Jesse Schedeen del sitio IGN calificó al episodio un 8.6 de 10 señalando: "La vigésima temporada de South Park lleva otro ganador, ya que el show fue ofensivo contra el presidente Garrison".
Jeremy Lambert del sitio 411 Mania calificó un 5.5 de 10 destacando: "Me ha decepcionado la falta de dirección en toda la temporada, tienen un episodio para unir todo y dar una conclusión satisfactoria, pero no sé si va a pasar".